# RD-170

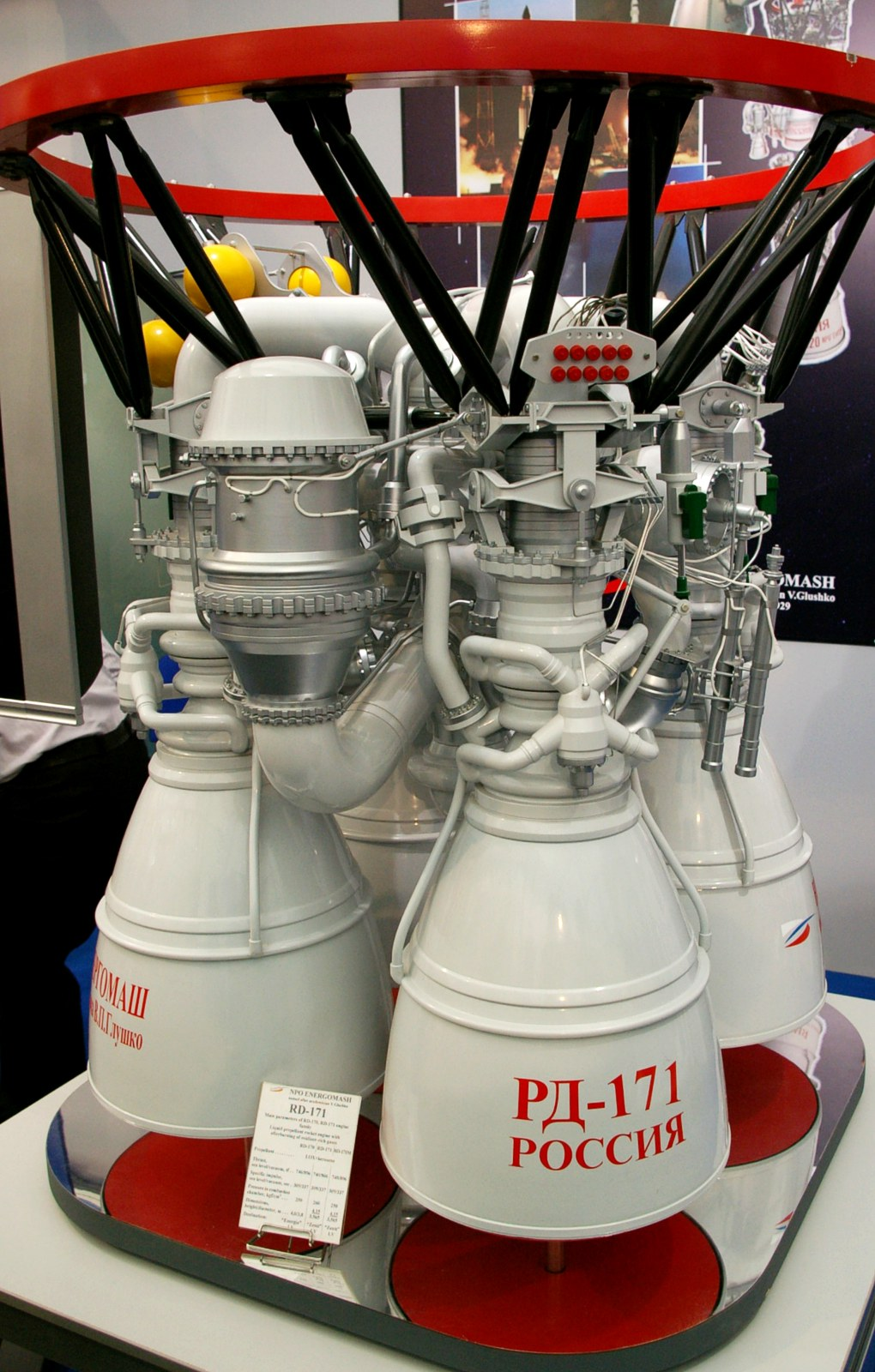
RD-171の模型

RD-170（ロシア語:РД-170）とはケロシンと液体酸素を推進剤として使用する二液推進系の二段燃焼サイクルの液体燃料ロケットエンジンである。世界で最も強力なマルチノズル、マルチ燃焼室式のロケットエンジンでNPOエネゴマシュによって設計、生産されている。4台のエンジンが束ねられているように見えるが、実際には1台のターボポンプに4つの燃焼室とノズルがついており、これで1ユニットである。元はエネルギアの打ち上げ用に開発された。

## 概要
ケロシンと液体酸素を推進剤とする。予燃焼室と燃焼室4基、出力190 MWのターボポンプ2基で構成される。ソユーズロケットは追加の制御エンジンを使用して姿勢制御を行うが、エネルギア用のRD-170はノズルの方向を振ることで姿勢制御を行う。ゼニットロケット用の派生形、RD-171(11D520)もノズルを最大6.3°、試験時は8°まで振ることができる。
1段用エンジンとしては珍しく、出力を74%まで下げることができる。RD-253と同様に、燃料ポンプを駆動するタービンは予燃焼室内に配置されている。予燃焼室に酸化剤の大部分と少量の燃料を噴射し、低温で燃焼させてターボポンプを駆動する。予燃焼室からの排出ガスは主燃焼室へ送られ、残りの燃料が噴射される。毎秒430kgの酸化剤と160kgの燃料を送るためにターボポンプを駆動したガスはすべて主燃焼室で使われ、主燃焼室の燃焼圧力は25MPaに達する。ターボポンプのタービンは1段式、ポンプは2段式である。燃料の一部は燃焼室とノズルの再生冷却に使用される。
最初の試験では、25MPaにも達する主燃焼室の燃焼圧と、400℃の高温が制御困難なことで数々の問題が発生し、開発陣は大いに苦しめられた。参考までに、スペースシャトルの主エンジンでも燃焼圧は22MPaであり、RD-253ではわずか15MPaだった。
4基のRD-170がエネルギアのブースター用に再設計され、パラシュートが装備された。
燃焼室を2基とした派生型のRD-180 (燃焼圧25.7 MPa、推力4,159 kN)はアトラスIIIとアトラス Vに採用され、燃焼室を1基にしたRD-191 (燃焼圧力25.7MPa、重量 3,230 kg、推力2,079 kN)はアンガラ・ロケットに搭載される。

## 開発史
RD-170とRD-171エンジンは1975年にエネルギアとゼニット（元々エネルギア打ち上げ用ブースターだった）のエンジンとして開発が始まった。従来、ソビエト連邦のロケットエンジンで使用されてきた毒性のある自己着火性推進剤を止めて、比推力が高く環境負荷の小さい液体酸素とケロシンを使用する液体燃料ロケットエンジンとして開発された。エネルギアでは10回程度の再使用を目指していた。試作されたエンジンは試験台上で20回に渡り再着火試験が行われた。このエンジンは高い信頼性、良好な整備性および制御特性を兼ね備え、総計900回の試験で燃焼時間は総計100,000秒にも達する。
RD-171は1985年4月にゼニットロケットの1段目として初めて打ち上げられ、1987年と1988年にはRD-170がエネルギアの打ち上げに使用された。1999年からはシーローンチのゼニット3SLでRD-171が運用されている。
基本となるRD-170/171エンジンは1976年から1986年にかけて開発が行われ、1992年から1996年にかけてRD-171の推力増強型が開発された。6基のエンジンで5,500秒の燃焼試験が行われ、そのうち1基では1,590秒間の燃焼試験が行われた。推力増強型のRD-171は2003年から2004年にシーローンチで使用された。2004年3月25日に最初に生産されたRD-171mで140秒間の燃焼試験が実施された。105%出力での安定性と1093.6秒間の運転が実証され、2004年7月5日に認証を取得した。RD-171mの生産はヒムキのエネゴマシュで行われる。RD-171mの運用はシーローンチとランド･ローンチで行われる。

## 共用型ターボポンプ
いくつかの旧ソビエト連邦、およびロシア製ロケットエンジン同様に小型の燃焼室を1台のターボポンプ周辺に配置している。この結果、幅が広く短いロケットエンジンになり、開発が容易になる。1950年代初頭、グルシュコを含むソ連のロケットエンジン開発者の多くは、大型燃焼室の設計において振動の問題に悩まされた。彼らはこの問題を解決するために小型の燃焼室を束ねる方法を選んだ。その結果、開発が容易になっただけでなく、1台の燃焼室が故障しても他の燃焼室の燃焼時間を増せば補うことができるようになり、高い信頼性を得ることができた。旧ソ連・ロシアの二段燃焼サイクルエンジンは、酸素リッチな二段燃焼サイクルを採用している。還元性雰囲気中で駆動するスペースシャトルやH-IIロケットなどの水素リッチな二段燃焼サイクルに比べて、タービンが酸化性雰囲気に曝されることから難易度が高くなるが高出力が得られる。酸素リッチな二段燃焼サイクルは、旧ソ連・ロシア以外で実用化された例はない。

## 派生形
RD-170は現在、生産されていない。しかし、派生型が活躍している。

### RD-171
RD-170の派生型の一つであるRD-171が現在、ウクライナのゼニットに使用されている。2011年現在において最も強力な液体燃料ロケットエンジンである。RD-170のノズルは1軸方向にのみ向きを変えられるがRD-171のノズルは2軸に向きを変えられる。RD-172とRD-173は推力を増強した形式であるがまだ生産されていない。

### RD-171MV
RD-171の派生型。ロシアが開発中の中型ロケット「ソユーズ5」用のエンジン。将来的にはウクライナ製ゼニットに使用されている「RD-171」を「RD-171MV」に置き換える予定。
2019年にロスコスモスは映像を公開した

### RD-173とRD-171M
1996年に28基生産され試験された。RD-173はメインターボポンプの容量を拡大したものである。デジタル制御装置の導入によって単純化が図られ、信頼性が高まり軽量化された。ガス発生器の混合器はRD-170やRD-171のような溶接ではないので、試験後に速やかに交換できる。1995年以降RD-171の生産が開始されたが、エネゴマシュではより強力で近代化されたRD-170（RD-171）、RD-173の生産を継続している。エネゴマシュはエネルギアの1段目に使用されたRD-170の派生機種であるRD-171をシーローンチへ供給している。

### RD-180
RD-180はアトラスIIIとアトラス Vで使われているエンジンで、それ以前のアトラスロケットで使われていた3基のエンジンをこの1基で置き換え、なおかつコストダウンと性能向上を両立させた。ノズルが2個あるので一見2台のエンジンが並べられているように見えるが1ユニットである。このエンジンも同様にロシアの新型のRus-Mロケットの1段エンジンに使用される予定になっていた。

### RD-191
RD-191はアンガラ用に開発中である。

### RD-151
RD-151はRD-191の推力を170ｔに減らしたものである。このエンジンは2009年7月30日に燃焼試験が行われた。2009年8月25日に韓国の羅老ロケットの1段目として最初の飛行試験が実施された。羅老1号ロケットの一段目はアンガラロケットのユニバーサルロケットモジュール（URM）を流用したものである。2013年の羅老ロケット打ち上げ成功後、GTV（第1段地上試験用発射体）に搭載されたまま韓国に1基が引き渡され、ヌリロケットの開発などその後の韓国の宇宙開発の技術基盤の一つとなった。

## 仕様(RD-170)
- 燃焼室 4 基、ノズル 4本
- ターボポンプ 1基 - タービン出力257,000 hp (192 MW); およそ3隻の原子力砕氷船の出力に相当する。
- 点火手段: 点火時のみ自己着火性推進剤を供給
- 推力（海面高度/真空中）:7,257 kN/7,904 kN
- 比推力（海面高度/真空中）: 309 s/337 s
- 重量: 9,750 kg
- 推力/重量比（海面高度/真空中）: 75.9 / 82.7

|                               | RD-170         | RD-171         | RD-171M         | RD-180          | RD-191         |
| ----------------------------- | -------------- | -------------- | --------------- | --------------- | -------------- |
| ケロシン/液体酸素の混合比     | 〜2.6          | 〜2.6?         | 〜2.6?          | 2.72            | 〜2.6          |
| ノズルの数                    | 4              | 4              | 4               | 2               | 1              |
| 全高                          | 4000 mm        | 4015 mm        | 4015 mm         | 3600 mm         | 3780 mm        |
| 直径                          | 3800 mm        | 3565 mm        | 3565 mm         | 3200 mm         | 2100 mm        |
| 乾燥重量                      | 9750 kg        | 9500 kg        | 9300 kg         | 5480 kg         | 2200 kg        |
| 推力/重量比 (海面高度/真空中) | 75.9 / 82.7    | 77.9 / 84.8    | 79.6 / 86.7     | 71.2 / 77.3     | 89.1 / 96.6    |
| 燃焼室圧力                    | 24.5 MPa       | 24.5 MPa       | 24.5 MPa        | 25.7 MPa        | 25.7 MPa       |
| ノズル出口圧力                | 0.072 MPa      | 0.072 MPa      | 0.072 MPa       | 0.072 MPa?      | 0.072 MPa?     |
| 膨張比                        | 36.87          | 36.87          | 36.87           | 36.87           | 37             |
| 推力（海面高度/真空中）       | 7257 / 7904 kN | 7257 / 7904 kN | 7257 / 7904 kN  | 3827 / 4152 kN  | 1922 / 2085 kN |
| 比推力 (海面高度/真空中)      | 309 / 337 s    | 309 / 337 s    | 309.5 / 337.2 s | 311.9 / 338.4 s | 311.2 / 337.5  |